# Иван Бонев (офицер)
Иван Бонев Бонев е български офицер, полковник и спортен деятел.

## Биография
Иван Бонев е роден на 15 февруари 1895 година в пловдивското село Каратопрак. През 1917 година завършва Военното училище в София. Започва военната си служба през 1917 като взводен командир в девети пехотен пловдивски полк. От 1919 година е командир на взвод в Двадесет и осми пехотен стремски полк. Служи и в 10-и пехотен родопски полк. На следващата година става командир на рота в девета пехотна дружина. През 1921 година Иван Бонев и други съмишленици основават футболния клуб Марица (Пловдив). Между 1924 и 1925 изкарва курсове за повишаване на квалификацията на офицерите. През март 1931 е назначен за командир на тежкокартечна рота към 21-ва пехотна дружина, след което служи в 9-а пехотна пловдивска дружина. От 1938 г. служи в 2-ра пехотна тракийска дивизия. От 1941 година е командир на пехотна дружина в Петдесет и осми пехотен гюмюрджински полк (Гюмюрджина). На 21 май 1942 година е назначен за командир на 9-и пехотен пловдивски полк. Има орден „За храброст“, 4-та степен, 1-ви клас. Излиза в запас през 1945 година. Арестуван е на 6 януари 1945 година, а на 9 март е осъден на 15 години затвор от Народния съд. На 5 април 1946 година е реабилитиран, но през юни е арестуван отново и интерниран в концлагера „Росица“. Умира там на 10 октомври 1946 година.

## Семейство
Полковник Иван Бонев е женен и има две деца.

## Военни звания
- Офицерски кандидат (30 януари 1917)
- Подпоручик (1 август 1917)
- Поручик (30 юни 1919)
- Капитан (1 април 1926)
- Майор (6 май 1935)
- Подполковник (6 май 1939)
- Полковник (21 май 1942)